# Allogriphoneura phacosoma
Allogriphoneura phacosoma är en tvåvingeart som beskrevs av Friedrich Georg Hendel 1926. Allogriphoneura phacosoma ingår i släktet Allogriphoneura och familjen lövflugor.
Artens utbredningsområde är Peru. Inga underarter finns listade i Catalogue of Life.